# Parapatrisk utbredning
Parapatrisk utbredning, eller parapatri, är inom biologi och systematik när taxa som har angränsande utbredningsområden, med bara ringa överlappning, skulle hybridisera med varandra om de inte avgränsades av någon form av isoleringsmekanism. Denna form av populationsuppdelning är ovanlig i tempererade områden men vanligare i tropikerna. Olika former av barriärer mellan arter eller populationer kan vara en flod, höjdskillnader eller en biotopgräns som exempelvis en tät skog mellan två områden med savann.